# Frâncești (okręg Gorj)
Frâncești – wieś w Rumunii, w okręgu Gorj, w gminie Peștișani. W 2011 roku liczyła 673 mieszkańców.